# 영덕초등학교 (경북)
영덕초등학교는 대한민국 경상북도 영덕군에 있었던 공립 초등학교이다.

## 학교 연혁
- 1911년 4월 1일 영덕공립보통학교 개교(사립 영신학교 흡수)
- 1938년 4월 1일 영진공립심상소학교로 개칭
- 1941년 4월 1일 영진공립국민학교로 개칭
- 1946년 9월 16일 영덕국민학교로 개칭
- 1962년 5월 8일 야성국민학교 개교로 학구 변경
- 1973년 3월 1일 최대 학생수 1,634명 (31학급)
- 1994년 4월 1일 화천분교장 통합
- 1995년 3월 1일 옥산국민학교 통폐합
- 1996년 3월 1일 영덕초등학교로 개칭
- 1999년 9월 1일 달산초등학교 통합
- 1999년 9월 1일 창포국민학교 분교장 격하 편입
- 2012년 3월 1일 영덕초등학교, 야성초등학교 통폐합(교명: 영덕야성초등학교)[2]

## 참고 자료
- 영덕초등학교 - 한국교육학술정보원 학교알리미

1. ↑  현재 영덕야성초등학교
2. ↑  이후 영덕야성초등학교에서 舊 영덕초등학교의 역사를 계승함.